# Rafael Matos
Rafael Fabris de Matos (n. 6 ianuarie 1996, Porto Alegre, Rio Grande do Sul, Brazilia) este un jucător profesionist brazilian de tenis.